# 한국 SF
한국 과학소설은 영화, 드라마, 애니메이션, 만화(특히 웹툰)를 비롯한 한국 대중 문화 전반에 강한 영향을 미치는 한국 문학의 중요한 서브장르다.

## 같이 보기

### 상
- 과학기술 창작문예
- SF 어워드
- 한낙원과학소설상
- 한국과학문학상
- 문윤성 SF 문학상

### 출판사
- 황금가지

### 팬덤
- 한국SF협회